# Francisco Ngonda
Francisco Nkunga Ngonda (...) è un lottatore angolano, specializzato nella lotta greco-romana e nella lotta libera.

## Palmarès
| Anno | Manifestazione      | Sede     | Evento                   | Risultato | Note |
| ---- | ------------------- | -------- | ------------------------ | --------- | ---- |
| 2007 | Campionati africani | Il Cairo | Lotta libera 74 kg       | 8º        |      |
| 2009 | Campionati africani | Marocco  | Lotta libera 74 kg       | Bronzo    |      |
| 2009 | Campionati africani | Marocco  | Lotta greco-romana 74 kg | 5º        |      |
| 2019 | Campionati africani | Hammamet | Lotta libera 92 kg       | 5º        |      |
| 2019 | Campionati africani | Hammamet | Lotta greco-romana 97 kg | Bronzo    |      |
| 2020 | Campionati africani | Algeri   | Lotta greco-romana 97 kg | 7º        |      |
| 2020 | Campionati africani | Algeri   | Lotta libera 97 kg       | Bronzo    |      |